# Josef Křovák
Josef Křovák (12. října 1884 Pečky – 3. září 1951 Škvorec) byl český geodet a autor na území České i Slovenské republiky dosud užívaného kartografického zobrazení.

## Životopis
Narodil se v rodině stavitele v Pečkách Jana Křováka a jeho manželky Marie, rozené Pantučkové.
Křovák již od roku 1905 působil v zeměměřickém resortu. Začínal nejprve u různých katastrálních úřadů v Čechách a mezi lety 1916 až 1918 pracoval v triangulační kanceláři ve Vídni. Po první světové válce nastoupil na ministerstvo financí, pod něž zeměměřictví tehdy patřilo. Zde se zasloužil o vznik triangulační kanceláře, jejímž přednostou se stal v roce 1919. Účastnil se též vyměřování státních hranic. Během druhé světové války – v letech 1942 až 1944 – pracoval v Zeměměřickém úřadu Čechy a Morava. Působil též v komisích pro přípravu nových katastrálních zákonů.

## Dílo
- metoda pro vypracování velkých trigonometrických sítí[2][3]
- propracování zobrazovací metody pro československé mapovací práce[2]
- sestavení tabulek pro geodetické výpočty:[2][3]
  - Dvanáctimístné logaritmické tabulky trigonometrických funkcí
  - Koeficienty pro výpočet druhých interpolačních členů

### Křovákovo zobrazení
Na počátku 20. let 20. století vytvořil zobrazení, jež odvodil pro potřeby vytvoření nové a přesnější trigonometrické sítě na území tehdejšího Československa. Jedná se o dvojité konformní kuželové zobrazení v obecné poloze. Navržené kartografické zobrazení při převodu obrazu zemského povrchu do roviny v co možná nejmenší míře zkresluje úhly a vzdálenosti. Od roku 1922 bylo používáno jako prozatímní a od roku 1933 jako definitivní zobrazení, které je základem pro soustavu rovinných souřadnic systému S-JTSK. Zavedeno bylo katastrálním zákonem číslo 177/1927 Sb. a pro Českou republiku je zaveden nařízením vlády číslo 116/1995 Sb.